# Hans Boesch (Geograph)
Hans Heinrich Boesch (* 24. März 1911 in Zürich; † 16. August 1978 in Zollikon, Kanton Zürich) war ein Schweizer Geograph. Von 1942 bis zu seinem Tod leitete er das Geographische Institut der Universität Zürich.

## Leben
Hans Boesch besuchte von 1923 bis 1929 das Literargymnasium Zürich, an dem sein Vater Paul Boesch lehrte. Nach der Matura absolvierte er ein Geologiestudium an der Universität Zürich, das er 1934 mit dem Diplom abschloss. Ein Jahr in den Vereinigten Staaten an der Clark University brachte ihn unter seinem dortigen akademischen Lehrer Samuel Van Valkenburg stärker in Kontakt mit geographischen Themen, insbesondere mit Wirtschaftsgeographie.
Dennoch arbeitete Boesch nach seiner Rückkehr zunächst als Geologe und befasste sich dabei auch mit Erdölgeologie. Neben zeitweisen Tätigkeiten als Hilfslehrer war er 1935 bis 1936 Assistent bei Rudolf Staub an der ETH Zürich. Anschliessend arbeitete Boesch in einem Photogrammetriebüro sowie 1937 bis 1938 als Feldgeologe für die British Oil Development Company im Irak. Nach der Promotion 1937 erfolgte zwei Jahre später die Habilitation mit der Arbeit Iraq: a study in regional, economic and political geography.
1940 wurde Boesch ausserordentlicher Professor am Geographischen Institut der Universität Zürich. Nach dem altersbedingten Rücktritt von Hans J. Wehrli in demselben Jahr, dem Abgang von Heinrich Gutersohn an die ETH Zürich 1941 und den plötzlichen Todesfällen von Otto Flückiger und Hans Bernhard innerhalb weniger Monate 1942 wurde Boesch mit erst 31 Jahren zum ordentlichen Professor sowie, zunächst interimistisch, zum Leiter des Instituts ernannt. Zu diesem Zeitpunkt erhielten dort einzig Boesch, der zudem Militärdienst zu leisten hatte, und seine Assistenten den Lehrbetrieb aufrecht. Unter seiner 36-jährigen Leitung wurde das Institut personell sowie räumlich mehrfach erweitert und es entstanden rund 130 Doktorarbeiten. Von 1950 bis 1952 war Boesch Dekan der Fakultät und später Delegierter für Planungs- und Erweiterungsaufgaben der Universität.
Daneben hatte Boesch zahlreiche weitere leitende Funktionen inne. Von 1954 bis 1962 war er Präsident der Geographisch-Ethnographischen Gesellschaft Zürich und von 1956 bis 1968 Generalsekretär der Internationalen Geographischen Union, deren Kommission für Landnutzungsaufnahmen er nach dem Tod von L. Dudley Stamp 1966 bis zu ihrer Auflösung zehn Jahre später vorstand. Ab 1972 war er Redaktor der Zeitschrift Geographica Helvetica.
Die Clark University verlieh Boesch 1966 die Ehrendoktorwürde, ausserdem war er Ehrenmitglied mehrerer geographischer Gesellschaften. Wenige Monate vor seinem Tod erhielt er die goldene Alexander-von-Humboldt-Medaille der Gesellschaft für Erdkunde zu Berlin. Boesch starb am 16. August 1978 in seinem Wohnort Zollikon an den Folgen eines Herzinfarkts. Mit seiner Frau Henny (geb. Wild) hatte er zwei Söhne und eine Tochter.

## Werk
Boesch war Vertreter einer breit angelegten, landschaftskundlich angelegten Geographie. Sein Forschungsschwerpunkt lag zunächst eher in der Geomorphologie, später veröffentlichte er neben zahlreichen Länderkunden vor allem Werke zur weltweiten Wirtschaftsgeographie und trat dabei auch als Autor thematischer Karten in Erscheinung. Sein Lehrbuch Weltwirtschaftsgeographie erschien in mehreren Sprachen.

## Schriften (Auswahl)
- Geologie der zentralen Unterengadiner Dolomiten zwischen Ofenpasshöhe und Val Laschadura (Graubünden). Zürich 1937 (Dissertation).
- El-'Iraq. In: Economic Geography. Band 15, Nr. 4, 1939, S. 325–361, doi:10.2307/141771.
- Wasser oder Oel: Ein Buch über den Nahen Osten. Kümmerly und Frey, Bern 1944.
- Die Wirtschaftslandschaften der Erde. Büchergilde Gutenberg, Zürich 1947.
- Die Vereinigten Staaten von Amerika (= Kleine K & F-Reihe für Auswanderer und Kaufleute. Band 8). Kümmerly und Frey, Bern 1949.
- Wirtschaftsgeographischer Atlas der Welt. Kümmerly und Frey, Bern 1951 (Titel späterer Ausgaben: Wirtschaftsgeographischer Weltatlas).
- Zentralamerika heute: La tierra del Quetzal. Kümmerly und Frey, Bern 1952.
- USA: Die Erschliessung eines Kontinentes. Kümmerly und Frey, Bern 1956.
- Der Mittlere Osten. Kümmerly und Frey, Bern 1959.
- A geography of world economy. Van Nostrand, Princeton 1964.
  - Weltwirtschaftsgeographie. Westermann, Braunschweig 1966.
- Japan. Westermann, Braunschweig 1978, ISBN 3-14-509091-7.

## Weiterführende Literatur
- Haruko Kishimoto (Hrsg.): Geography and its Boundaries: a publication to commemorate the work of Prof. Dr. Hans Boesch / La géographie et ses frontières / Geographie und ihre Grenzen. Kümmerly und Frey, Bern 1980 (dreisprachig).